# Marc López
Marc López i Tarrés (Barcelona, 1982. július 7. –) spanyol válogatott katalán hivatásos teniszező, olimpiai bajnok.
Elsősorban páros tornákon ér el eredményeket. A 2016. évi nyári olimpiai játékok férfi páros számának bajnoka, ahol Rafael Nadal párjaként szerezte meg a címet. A 2016-os Roland Garros páros bajnoka, ahol honfitársával, Feliciano Lópezzel győzedelmeskedett. Ezen kívül három Grand Slam-torna döntőt játszott pályafutása során, 2014-ben a Roland Garroson és a US Openen, mindkétszer Marcel Granollers partnereként, illetve 2017-ben a US Openen Feliciano Lópezzel.
Eddigi karrierje során 13 páros ATP-tornát nyert meg. A 2012-es év végén megnyerte az ATP World Tour Finalst honfitársával Marcel Granollersszel, ahol a döntőben az indiai Mahes Bhúpati–Róhan Bópanna-kettőst győzték le. Ezen kívül 3 ATP 1000-es tornát nyert meg (kettőt Rafael Nadallal, egyet Marcel Granollersszel). 2000-ben megnyerte a juniorok páros versenyét a Roland Garroson, Tommy Robredóval az oldalán.

## Grand Slam-döntői

### Páros

#### Győzelmei (1)
| Év   | Helyszín      | Partner         | Ellenfelek a döntőben  | Eredmény a döntőben |
| 2016 | Roland Garros | Feliciano López | Bob Bryan / Mike Bryan | 6-4, 6-7(6), 6-3    |

#### Elvesztett döntői (3)
| Év   | Helyszín      | Partner           | Ellenfelek a döntőben                     | Eredmény a döntőben |
| 2014 | Roland Garros | Marcel Granollers | Julien Benneteau / Édouard Roger-Vasselin | 3-6, 6-7(1)         |
| 2014 | US Open       | Marcel Granollers | Bob Bryan / Mike Bryan                    | 3-6, 4-6            |
| 2017 | US Open       | Feliciano López   | Jean-Julien Rojer / Horia Tecău           | 4-6, 3-6            |

## Eredményei Grand Slam-tornákon

### Párosban
| Grand Slam | Australian Open            | Australian Open                            | Roland Garros                 | Roland Garros                           | Wimbledon                   | Wimbledon                               | US Open                    | US Open                                    |
| Év         | Eredmény Partner           | Utolsó ellenfél                            | Eredmény Partner              | Utolsó ellenfél                         | Eredmény Partner            | Utolsó ellenfél                         | Eredmény Partner           | Utolsó ellenfél                            |
| ---------- | -------------------------- | ------------------------------------------ | ----------------------------- | --------------------------------------- | --------------------------- | --------------------------------------- | -------------------------- | ------------------------------------------ |
| 2009       | –                          | –                                          | Negyeddöntő Tommy Robredo     | Bob Bryan Mike Bryan                    | 1. kör David Ferrer         | Jeff Coetzee Jordan Kerr                | –                          | –                                          |
| 2010       | 1. kör Santiago Ventura    | Jürgen Melzer Philipp Petzschner           | Negyeddöntő Pere Riba         | Wesley Moodie Dick Norman               | 2. kör David Marrero        | Julian Knowle Andi Rám                  | 1. kör Pere Riba           | Mardy Fish Mark Knowles                    |
| 2011       | 1. kör Nicolás Almagro     | Daniele Bracciali Potito Starace           | 2. kör David Marrero          | Christopher Kas Alexander Peya          | 2. kör David Marrero        | Simon Aspelin Paul Hanley               | 3. kör Marcel Granollers   | Colin Fleming Ross Hutchins                |
| 2012       | 2. kör David Marrero       | Michaël Llodra Nenad Zimonjic              | –                             | –                                       | 1. kör Marcel Granollers    | Jonathan Marray Frederik Nielsen        | Elődöntő Marcel Granollers | Lijendar Pedzs Radek Štěpánek              |
| 2013       | Elődöntő Marcel Granollers | Robin Haase Igor Sijsling                  | Negyeddöntő Marcel Granollers | Michaël Llodra Nicolas Mahut            | 1. kör Marcel Granollers    | Juan Sebastian Cabal Robert Farah       | 3. kör Marcel Granollers   | Treat Conrad Huey Dominic Inglot           |
| 2014       | 2. kör Marcel Granollers   | Makszim Mirni Mihail Juzsnij               | Döntő Marcel Granollers       | Julien Benneteau Edouard Roger-Vasselin | 3. kör Marcel Granollers    | Michaël Llodra Nicolas Mahut            | Döntő Marcel Granollers    | Bob Bryan Mike Bryan                       |
| 2015       | 1. kör Marcel Granollers   | Austin Krajicek Donald Young               | 1. kör Marcel Granollers      | Robin Haase Mihail Juzsnij              | 2. kör Marcel Granollers    | Łukasz Kubot Makszim Mirni              | 3. kör Marcel Granollers   | Pierre-Hugues Herbert Nicolas Mahut        |
| 2016       | 2. kör Feliciano López     | Marco Cecchinato Andreas Seppi             | Győzelem Feliciano López      | Bob Bryan Mike Bryan                    | 1. kör Albert Ramos-Viñolas | Julien Benneteau Édouard Roger-Vasselin | Elődöntő Feliciano López   | Pablo Carreno Busta Guillermo García López |
| 2017       | 3. kör Feliciano López     | Pablo Carreno Busta Guillermo García López | 1. kör Feliciano López        | Julio Peralta Horacio Zeballos          | 1. kör Feliciano López      | Matt Reid John-Patrick Smith            | Döntő Feliciano López      | Jean-Julien Rojer Horia Tecău              |
| 2018       | 2. kör Feliciano López     | Ben McLachlan Jan-Lennard Struff           |                               |                                         |                             |                                         |                            |                                            |

## ATP-döntői

### Páros

#### Győzelmei (12)
| Összesítés                                            | Összesítés |
| ----------------------------------------------------- | ---------- |
| Grand Slam-torna                                      | (1)        |
| ATP World Tour Masters 1000 / ATP Masters Series      | (3)        |
| ATP World Tour 500 Series / International Series Gold | (1)        |
| ATP World Tour 250 Series / International Series      | (6)        |
| ATP World Tour Finals / Tennis Masters Cup            | (1)        |

|    | Dátum               | Torna                                      | Borítás    | Partner           | Ellenfelek a döntőben             | Eredmény a döntőben |
| 1  | 2009. január 1.     | Qatar ExxonMobil Open, Doha                | Kemény     | Rafael Nadal      | Daniel Nestor Nenad Zimonjić      | 4–6, 6–4, [10–8]    |
| 2  | 2010. március 21.   | BNP Paribas Open, Indian Wells             | Kemény     | Rafael Nadal      | Daniel Nestor Nenad Zimonjić      | 7–6(8), 6–3         |
| 3  | 2010. május 9.      | Estoril Open, Estoril                      | Salak      | David Marrero     | Pablo Cuevas Marcel Granollers    | 6–7(1), 6–4, [10–4] |
| 4  | 2010. július 25.    | German Open Hamburg, Hamburg               | Salak      | David Marrero     | Jérémy Chardy Paul-Henri Mathieu  | 6–3, 2–6, [10–8]    |
| 5  | 2011. január 9.     | Qatar ExxonMobil Open, Doha                | Kemény     | Rafael Nadal      | Daniele Bracciali Andreas Seppi   | 6–3, 7–6(4)         |
| 6  | 2012. március 18.   | BNP Paribas Open, Indian Wells             | Kemény     | Rafael Nadal      | John Isner Sam Querrey            | 6–2, 7–6(3)         |
| 7  | 2010. május 20.     | Internazionali BNL d'Italia, Róma          | Salak      | Marcel Granollers | Łukasz Kubot Janko Tipsarević     | 6–3, 6–2            |
| 8  | 2012. július 22.    | Crédit Agricole Suisse Open Gstaad, Gstaad | Salak      | Marcel Granollers | Robert Farah Santiago Giraldo     | 6–4, 7–6(9)         |
| 9  | 2012. november 12.  | Barclays ATP World Tour Finals, London     | Kemény (f) | Marcel Granollers | Mahes Bhúpati Róhan Bópanna       | 7–5, 3–6, [10–3]    |
| 10 | 2014. február 16.   | Copa Claro, Buenos Aires                   | Salak      | Marcel Granollers | Pablo Cuevas Horacio Zeballos     | 7–5, 6–4            |
| 11 | 2016. január 10.    | Qatar ExxonMobil Open, Doha                | Kemény     | Feliciano López   | Alexander Peya Philipp Petzschner | 6–4, 6–3            |
| 12 | 2016. június 5.     | Roland Garros, Párizs                      | Salak      | Feliciano López   | Bob Bryan Mike Bryan              | 6-4, 6-7(6), 6-3    |
| 13 | 2016. augusztus 12. | Olimpiai játékok, Rio de Janeiro           | Kemény     | Rafael Nadal      | Florin Mergea Horia Tecău         | 6-2, 3-6, 6-4       |

#### Elvesztett döntői (15)
|    | Dátum               | Torna                                        | Borítás    | Partner           | Ellenfelek a döntőben                   | Eredmény a döntőben |
| 1  | 2004. április 18.   | Open de Tenis Comunidad Valenciana, Valencia | Salak      | Feliciano López   | Gastón Etlis Martín Rodríguez           | 5–7, 6–7(5)         |
| 2  | 2010. október 31.   | Open Sud de France, Montpellier              | Kemény (f) | Eduardo Schwank   | Stephen Huss Ross Hutchins              | 2–6, 6–4, [7–10]    |
| 3  | 2011. február 6.    | PBZ Zagreb Indoors, Zágráb                   | Kemény (f) | Marcel Granollers | Dick Norman Horia Tecău                 | 3–6, 4–6            |
| 4  | 2011. május 1.      | Estoril Open, Estoril                        | Salak      | David Marrero     | Eric Butorac Jean-Julien Rojer          | 3–6, 4–6            |
| 5  | 2011. július 17.    | Mercedes Cup, Stuttgart                      | Salak      | Marcel Granollers | Jürgen Melzer Philipp Petzschner        | 3–6, 4–6            |
| 6  | 2012. március 4.    | Abierto Mexicano Telcel, Acapulco            | Salak      | Marcel Granollers | David Marrero Fernando Verdasco         | 3–6, 4–6            |
| 7  | 2012. április 29.   | Barcelona Open Banc Sabadell, Barcelona      | Salak      | Marcel Granollers | Mariusz Fyrstenberg Marcin Matkowski    | 6–2, 6–7(7), [8–10] |
| 8  | 2012. július 15.    | ATP Vegeta Croatia Open Umag, Umag           | Salak      | Marcel Granollers | David Marrero Fernando Verdasco         | 3–6, 6–7(4)         |
| 9  | 2012. augusztus 12. | Rogers Cup, Toronto                          | Kemény     | Marcel Granollers | Bob Bryan Mike Bryan                    | 1–6, 6–4, [10–12]   |
| 10 | 2013. augusztus 18. | Western & Southern Open, Cincinnati          | Kemény     | Marcel Granollers | Bob Bryan Mike Bryan                    | 4–6, 6–4, [4–10]    |
| 11 | 2014. június 8.     | Roland Garros, Párizs                        | Salak      | Marcel Granollers | Julien Benneteau Edouard Roger-Vasselin | 3–6, 6–7(1)         |
| 12 | 2014. szeptember 8. | US Open, New York                            | Kemény     | Marcel Granollers | Bob Bryan Mike Bryan                    | 3–6, 4–6            |
| 13 | 2015. május 3.      | Estoril Open, Estoril                        | Salak      | David Marrero     | Treat Conrad Huey Scott Lipsky          | 1–6, 4–6            |
| 14 | 2015. május 17.     | Internazionali BNL d'Italia, Róma            | Salak      | Marcel Granollers | Pablo Cuevas David Marrero              | 4–6, 5–7            |
| 15 | 2016. február 27.   | Dubai Duty Free Tennis Championships, Dubaj  | Kemény     | Feliciano López   | Simone Bolelli Andreas Seppi            | 2–6, 6–3, [12–14]   |